# Uggerby å
Uggerby å är ett 51 km långt vattendrag i Danmark.  Det ligger i Region Nordjylland, i den norra delen av landet. Dess källa är söder om staden Hjørring och den mynnar ut i Tannis Bugt väster om Tversted.
Området kring åns utlopp ingår, tillsammans med Uggerby Klitplantage i Natura 2000 området Uggerby Klitplantage og Uggerby Å's udløb. Det har funnits ett vattenkraftverk i Bindslev.